# Tomba dell'Orco

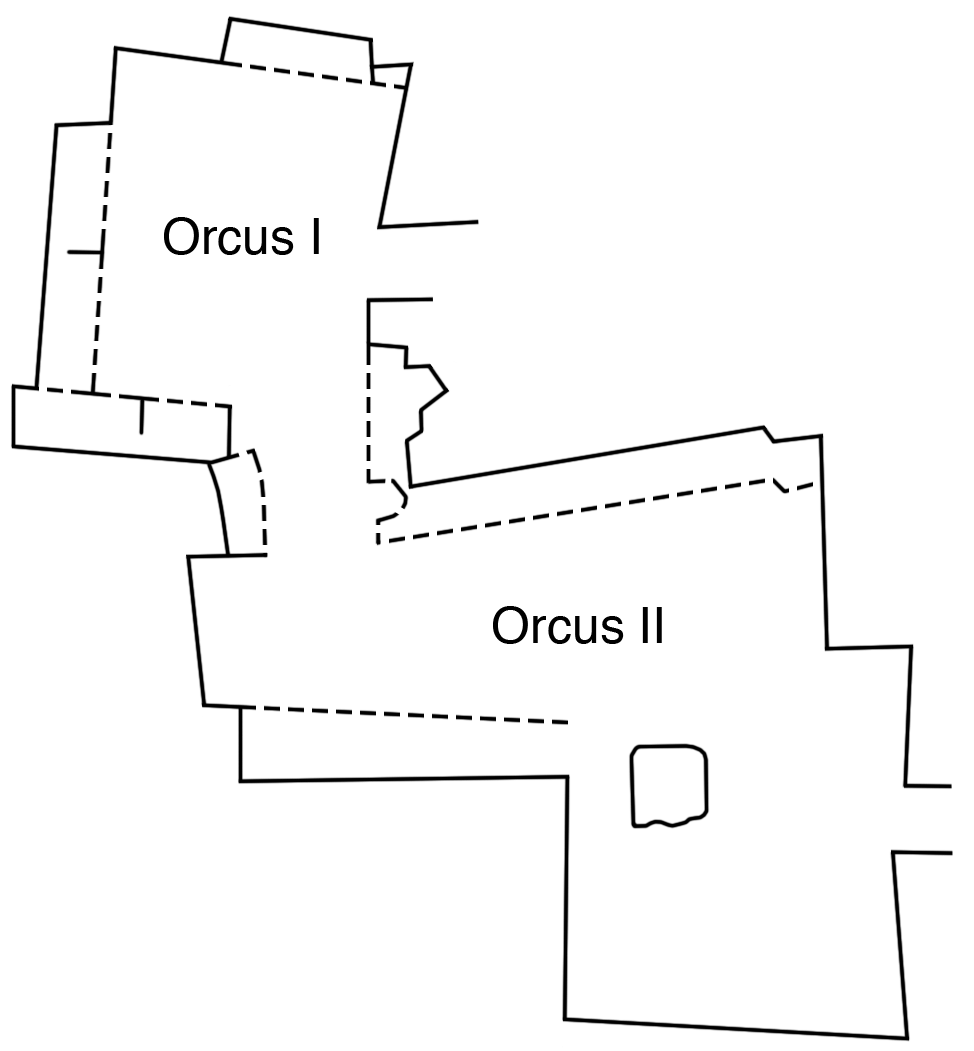
Plan de la Tomba dell'Orco.

La tomba dell'Orco (littéralement « la tombe des enfers », parfois traduit incorrectement « la tombe de l'ogre » au sens de divinité infernale, quelquefois Tombe d'Orcus) est une des tombes peintes du site de la Nécropole de Monterozzi, près de la ville de Tarquinia dans le nord du Latium en Italie.

## Description
Cette tombe (sur les 200 peintes du site parmi les 6 000 enfouies sous des tumulus) est caractéristique par sa représentation de la divinité chthonienne du panthéon étrusque Tuchulcha.
Découverte en 1868, elle comporte deux grandes chambres funéraires (5,14 m ×  5,46 m × 2,50 de hauteur et  11,5 m × 11,0 m × 2,18 m de hauteur), dont la première (la plus ancienne) comporte des restes de fresques représentant la scène du banquet dans laquelle apparaît encore les traces d'une figure féminine, Velcha (connue comme Vélia Spurinna, femme de Arnth Velcha), soit une des rares traces de cette noble famille de Tarquinia.
La seconde chambre traite de scènes mythologiques d'inspiration grecque, et de l'accès à l'Enfer, avec la représentation d'Hypnos, dieu du sommeil, de détails de l'Enfer, et du portrait de Charun.

## Stylistique
Cette tombe est typique de la période hellénistique de la chronologie de  l'histoire des Étrusques (fin du IVe et début du  IIe siècle av. J.-C.). Les thèmes purement décoratifs des siècles précédents sont abandonnés au profit de la représentation du passage vers l'au-delà, en quittant la vie agréable terrestre. Même les représentations des personnages mythologiques (Aita, Fersipnei, Celun) semble céder la place à l'inutilité de combattre le voyage inexorable vers l'Enfer.